# 小歩危駅
小歩危駅（こぼけえき）は、徳島県三好市山城町西宇にある、四国旅客鉄道（JR四国）土讃線の駅である。駅番号はD26。吉野川左岸を切り開いた高台に位置する。

## 歴史
- 1935年（昭和10年）11月28日：西宇駅として開業[2]。
- 1950年（昭和25年）10月1日：小歩危駅に改称[3]。
- 1970年（昭和45年）
  - 6月1日：小口扱い貨物の取り扱いを廃止[2]。
  - 10月1日：無人駅化[4]。同時に手荷物の取り扱いを廃止し小荷物の取り扱いを到着小荷物（特別扱新聞紙に限る）に限定[2][5]。
- 1987年（昭和62年）4月1日：国鉄分割民営化によりJR四国の駅となる[2]。

## 駅構造
相対式ホーム2面2線の交換可能の無人駅である。道路や集落などから見るとかなり高い場所にある、断崖を削って作られた駅である。
駅舎側の1番線を上下副本線、2番線を上下主本線とした一線スルー構造であり、通過列車は原則として2番線を通行していくが、停車列車は乗降客が構内踏切を渡らずに済むよう、1番のりばへ優先的に停車しており、2024年3月時点のダイヤでは全停車列車が1番のりばとなっている。トイレは、閉鎖されていて使用できない。

### のりば

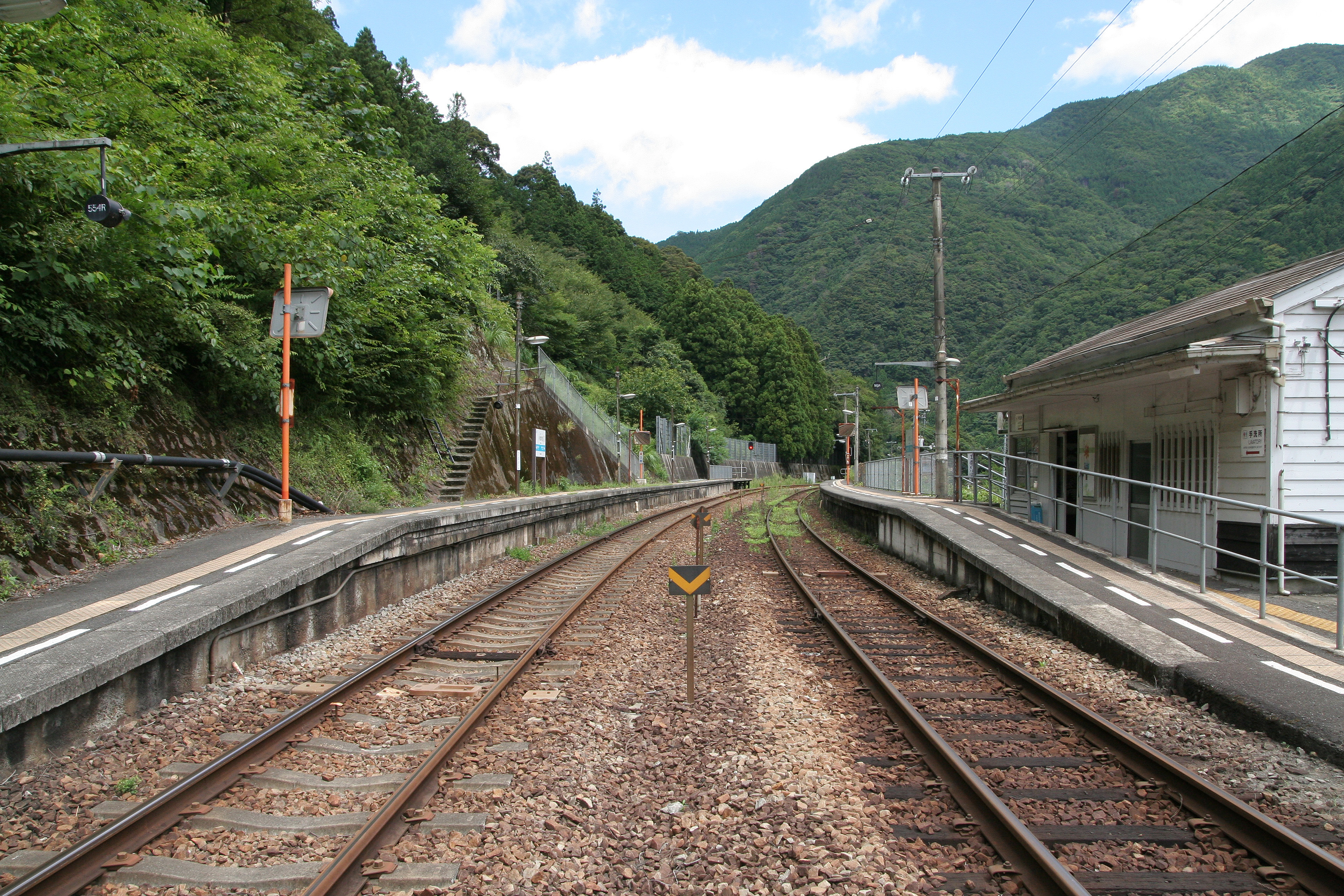
ホーム（2008年8月）

| のりば | 路線    | 方向 | 行先                       | 備考 |
| ------ | ------- | ---- | -------------------------- | ---- |
| 1      | ■土讃線 | 下り | 大歩危・土佐山田・高知方面 |      |
| 1      | ■土讃線 | 上り | 阿波池田・琴平方面         |      |
| 2      | ■土讃線 | -    | 通過列車のみ               |      |

- ホーム（2008年8月）

## 駅周辺

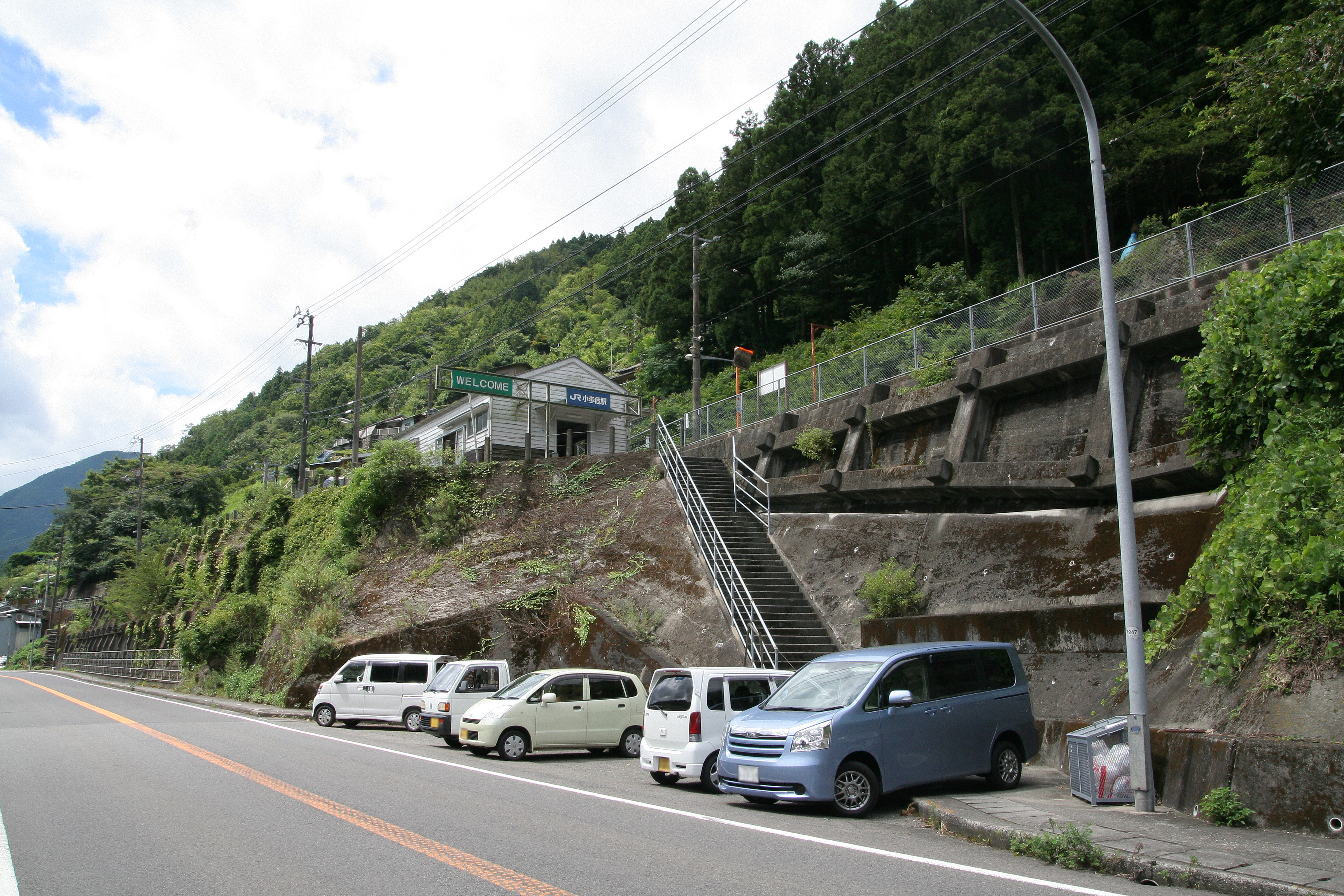
駅前（2008年8月）

- 国道32号
- 吉野川
- 小歩危
- 四国交通「小歩危駅前」停留所[6] - 祖谷線

## 備考
- その名称から隣りの大歩危駅と共に「オオボケ・コボケ」と呼び親しまれており、メディアでも時折ネタとして紹介されることがある。また、作家の阿川弘之も「大ぼけ小ぼけ」というタイトルの書籍を刊行している。

## 隣の駅
四国旅客鉄道（JR四国）
■土讃線
■普通
阿波川口駅 (D25) - 小歩危駅 (D26) - 大歩危駅 (D27)